# Bradley Hindle
Bradley Hindle-Deguara (* 16. Dezember 1980 in Mackay) ist ein ehemaliger australisch-maltesischer Squashspieler.

## Karriere
Bradley Hindle begann seine Karriere im Jahr 2003 und gewann bislang sechs Turniere auf der PSA World Tour. Seine höchste Platzierung in der Weltrangliste erreichte er mit Rang 64 im November 2008. Er wuchs in Australien auf und zog 2003 nach seinem Studium nach Europa um. Seit 2010 spielt Hindle für Malta, da er aufgrund seiner Familie auch die maltesische Staatsangehörigkeit besitzt. Mit der maltesischen Nationalmannschaft nahm er mehrfach an Europameisterschaften teil. Für Malta trat er außerdem bei den Commonwealth Games 2010 und 2014 an.

## Erfolge
- Gewonnene PSA-Titel: 6